# Wózek sklepowy

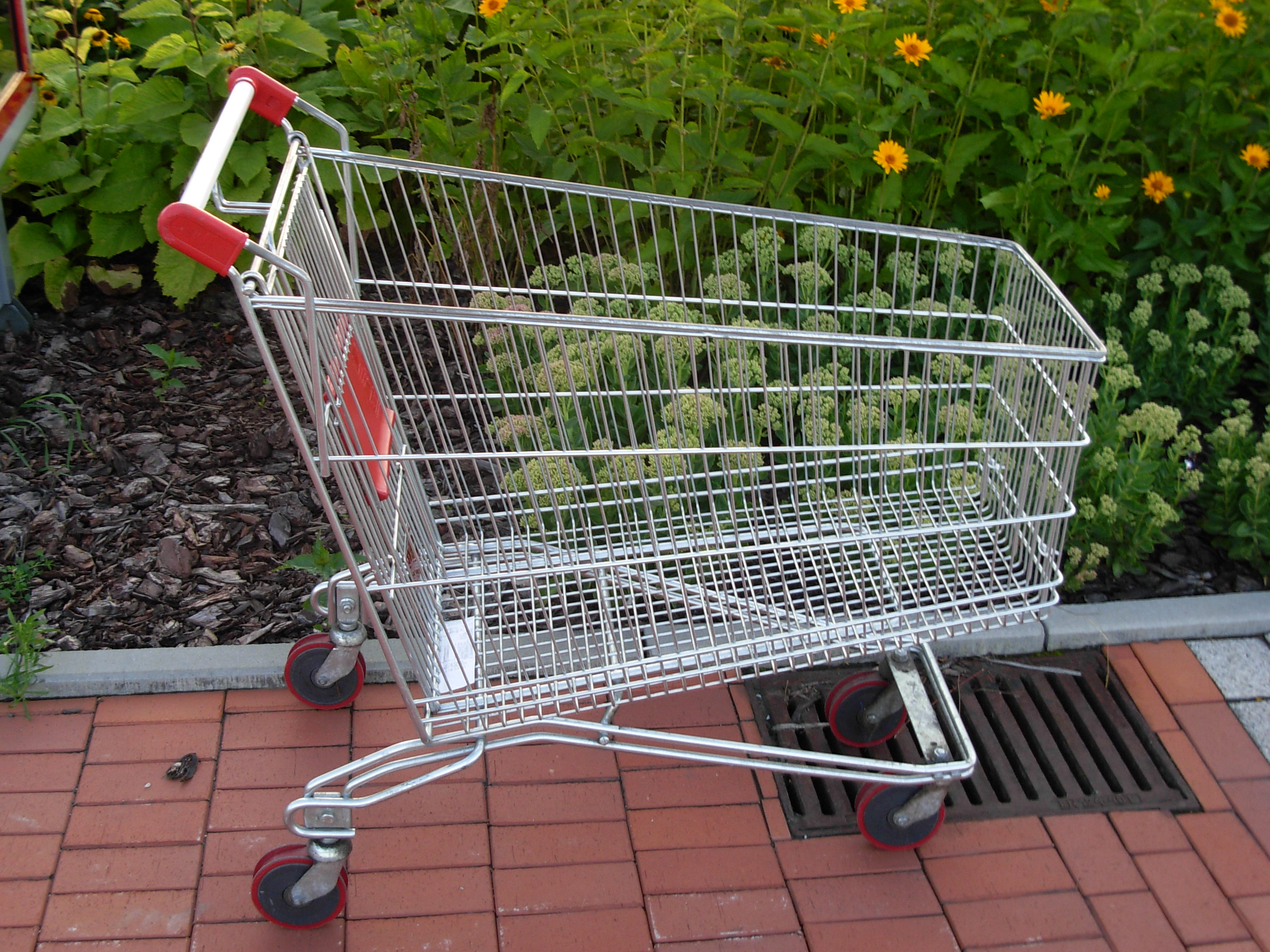
Typowy wózek sklepowy

Wózek sklepowy – urządzenie służące do transportu zakupów. Wykorzystywany jest najczęściej podczas zakupów w supermarketach. Klienci mogą zwykle skorzystać z wózków po włożeniu monety do automatu, który zwalnia łańcuch łączący wózki. Moneta jest zwracana po odstawieniu wózka na miejsce postoju. 

## Konstrukcja

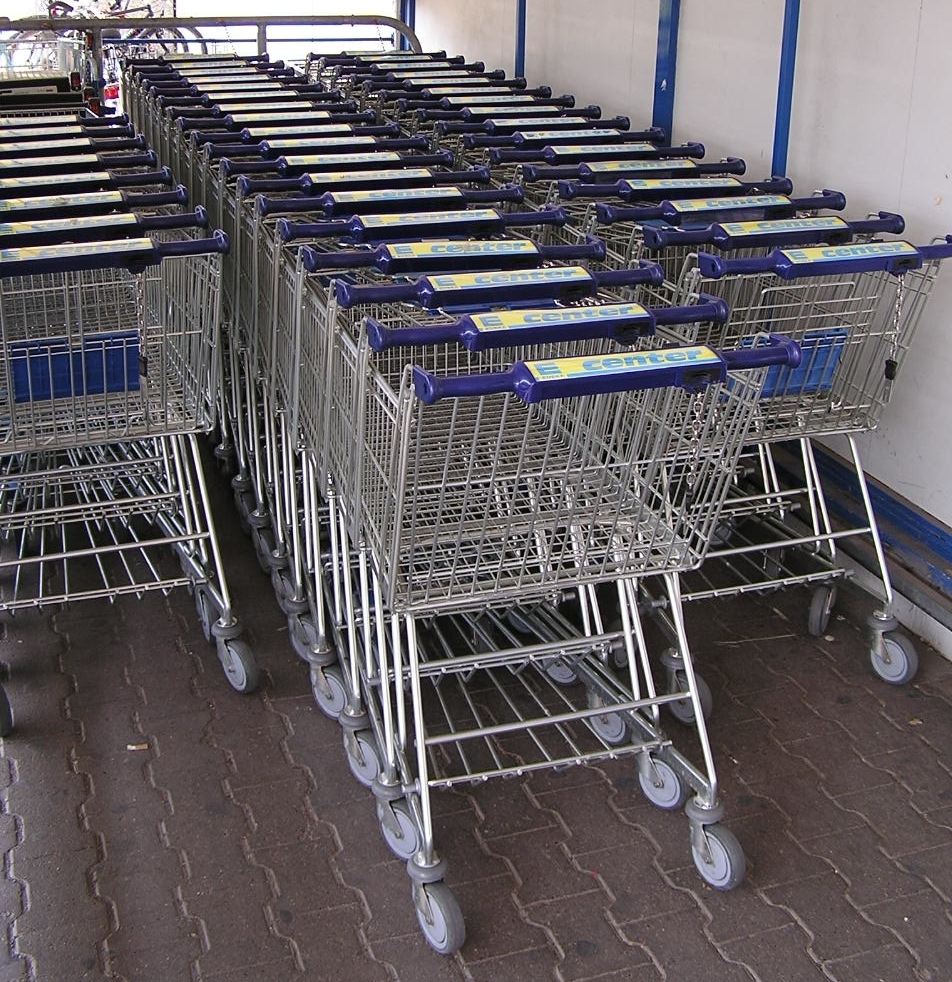
Wózki na miejscu postojowym

Większość wózków sklepowych jest wytwarzana z metalu lub plastiku. Konstruuje je się tak, by można było umieścić kosz jednego z wózków wewnątrz drugiego, przez co można zaoszczędzić miejsce i ułatwić transport wielu wózków naraz. Wózki posiadają najczęściej cztery koła samonastawne, które mogą obracać się w dowolnym kierunku, umożliwiając łatwe manewrowanie.
W niektórych konstrukcjach znajduje się tzw. siedzisko tj. górna plastikowa, odchylana część poniżej rączki która przeznaczona jest do przewozu dzieci podczas robienia zakupów.

## Historia
Pierwszy wózek sklepowy wynalazł w 1937 roku Sylvan Goldman, właściciel sieci supermarketów w Oklahoma City. Projekt bazował na konstrukcji krzesła składanego. Goldman dodał do metalowej ramy koła i uchwyty, na których można było umieścić dwa ręczne kosze na zakupy. Po zakończeniu zakupów kosze można było zabrać i złożyć wózek, przez co zajmował mniej miejsca. 
Wynalazek miał na celu ułatwienie zakupów, zachęcając w ten sposób klientów do częstszego przychodzenia do sklepu. Początkowo jednak nie został przychylnie przyjęty. Kobiety uważały, że wynalazek jest niemodny, inni obawiali się, że będą wyglądali bezradnie. Dopiero po zatrudnieniu modelek i modeli, którzy korzystali z wózków i demonstrowali ich użyteczność, wózki sklepowe stały się niezwykle popularne, a Goldman został multimilionerem. W późniejszych latach zwiększono rozmiar kosza, gdyż zauważono, że skłania to klientów do kupowania większej ilości towarów.